# 武田展雄
武田 展雄（たけだ のぶお、1952年〈昭和27年〉4月5日 - ）は、日本の工学者。
運輸安全委員会委員長（第5代）、宇宙航空研究開発機構航空技術部門参与、東京大学副学長、東京大学大学院新領域創成科学研究科長などを歴任。

## 来歴
東京都出身。渋谷区立神宮前小学校、渋谷区立原宿中学校、東京教育大学附属高等学校を経て、1975年（昭和50年）3月、東京大学工学部航空学科を卒業。
1977年（昭和52年）3月、東京大学大学院工学系研究科航空宇宙工学専攻修士課程を修了。
1980年（昭和55年）8月、フロリダ大学大学院工学研究科Engineering Mechanics 専攻PhD課程を修了。
1982年（昭和57年）3月、東京大学大学院工学系研究科航空宇宙工学専攻博士課程を修了。同年4月、日本学術振興会奨励研究員として東京大学大学院工学系研究科に勤務。
その後、日本原子力研究所高崎研究所研究員、九州大学応用力学研究所助教授、東京大学先端科学技術研究センター助教授、同国際・産学研究センター教授、東京大学大学院新領域創成科学研究科先端エネルギー工学専攻教授、同基盤科学研究系長、同副研究科長、同基盤科学研究系長、同革新複合材学術研究センター長などを歴任し、先端複合材料システム基礎理論構築、実用複合材料システム研究、将来航空宇宙システム構造全複合材料化などにあたった。
2013年（平成25年）4月1日、東京大学大学院新領域創成科学研究科長に就任。2015年（平成27年）4月1日、東京大学副学長に就任。2016年（平成28年）5月、宇宙航空研究開発機構航空技術部門参与に就任。同年7月、RIMCOF 技術研究組合理事長に就任。2017年（平成29年）3月31日、東京大学副学長を退任。同年4月、東北大学特任教授に就任。2018年（平成30年）3月31日、東京大学を定年退職。
2019年（平成31年）4月1日、運輸安全委員会委員長に就任。2022年（令和4年）4月1日、運輸安全委員会委員長に再任。2025年（令和7年）3月31日付で運輸安全委員会委員長を退任。